# (74497) 1999 CG137
(74497) 1999 CG137 – planetoida z pasa głównego asteroid okrążająca Słońce w ciągu 5,36 lat w średniej odległości 3,06 j.a. Odkryta 9 lutego 1999 roku.